# 박용도
박용도(朴鎔道)는 제6대 대한민국 공업진흥청장이다.
1988년 12월 13일 ~ 1990년 12월 28일까지 제6대 대한민국 공업진흥청장으로 재직하였다.